# Werner Tscherne
Werner Tscherne (* 30. Juni 1927 in Graz; † 6. Dezember 2017) war ein österreichischer Lehrer, Publizist und Historiker, der sich besonders der Geschichte der Süd- und Weststeiermark widmete.

## Leben
Werner Tscherne hat sein Studium der Geschichte und Geographie mit der Promotion zum Doktor der Philosophie 1948 abgeschlossen, bei seiner Promotion 1949 galt er als jüngster Doktor Österreichs. Er wirkte ab 12. September 1949 als Lehrer an der Hauptschule Groß Sankt Florian, ab 1953 an der damaligen Knabenhauptschule und ab 1965 als Professor am BORG in Deutschlandsberg. Ab 1973 war er Lehrbeauftragter an der Pädagogischen Akademie des Bundes in Graz. Er wurde 1983 mit dem Berufstitel „Oberstudienrat“ ausgezeichnet und wirkte als Archivpfleger für den Bezirk Deutschlandsberg.
Neben seiner Lehr- und Forschungstätigkeit unterstützte er auch die regionalen Kulturinitiativen. Er war
Gründungsvorsitzender des Kulturvereins Pölfing-Brunn und Ehrenmitglied des Historischen Vereines für Steiermark, seit 2001 überdies Mitglied der Historischen Landeskommission für Steiermark. Bei Exkursionen und Weiterbildungsveranstaltungen stand er auch als Reiseleiter und vor Ort als Vortragender zur Verfügung und stellte sich als Zeitzeuge den Fragen junger Schüler.
Seine Urne wurde auf dem  Friedhof Graz-St. Peter beigesetzt.

## Werke
- Merkstoff für Geschichte. 2. Hauptschulklasse. Leykam, Graz u. a. 1958.
- Steiermark in Gegenwart und Vergangenheit (= Zeiten, Völker und Kulturen. Länderteil zum Einführungsband für die 1. Klasse der Hauptschulen). Österreichischer Bundesverlag u. a., Wien 1974.
- mit Wim van der Kallen: In der Trahütten. Fremdenverkehrsverein Trahütten, Deutschlandsberg 1981.
- mit Gerald Haas: Politische Bildung. Arbeits- und Lehrbuch für die allgemeinbildenden höheren Schulen. Stocker, Graz 1982, ISBN 3-7020-0428-9.
- Reise in die Vergangenheit. Geschichte der Steiermark (= Zeitschrift Gleisdorf. Sonderbd. 3, ZDB-ID 920175-0). Stadtgemeinde Gleisdorf, Gleisdorf 1983.
- Einführung. In: Hans Gsellmann: Meine Steiermark. Verlag Styria, Graz 1982, ISBN 3-222-11374-2 (4. Auflage. ebenda 1991).
- Auf der Wies. Eigenverlag der Marktgemeinde Wies, Wies 1983.
- mit Manfred Gartler: Wege durch die Zeiten. (Arbeits- und Lehrbuch für Geschichte und Sozialkunde). 4 Bände. Stocker, Graz u. a. 1989–1992, ISBN 3-7020-0509-9 (Bd. 1), ISBN 3-7020-0586-2 (Bd. 2), ISBN 3-7020-0626-5 (Bd. 3), ISBN 3-7020-0650-8 (Bd. 4).
- Von Lonsperch zu Deutschlandsberg. Stadtgemeinde Deutschlandsberg, Deutschlandsberg 1990.
- Das Paradies der Steiermark. Ein Bild-Text-Band über den Bezirk Deutschlandsberg. Eigenverlag, Deutschlandsberg 1991, ISBN 3-9500092-0-5.
- als Herausgeber: Wege zur Landeskunde (= Zeitschrift des Historischen Vereines für Steiermark. Sonderbd. 22, ISSN 1013-395X). Historischer Verein für Steiermark, Graz 1991 (2., unveränderte Auflage. ebenda 1992).
- Von Ybanswalde zu Eibiswald. Die Chronik der Marktgemeinde. Lerchhaus-Verlag, Eibiswald 1995, ISBN 3-901463-02-X.
- Alt-Eibiswald. Eine Geschichte der alten Bürgerhäuser und ihrer Bewohner. Lerchhaus-Verlag, Eibiswald 2000, ISBN 3-901463-12-7.
- mit Helmut Gebhardt: Geschichte der Bezirkshauptmannschaft Deutschlandsberg. Verwaltung – Gendarmerie – Schulwesen. Festschrift aus Anlass des Jubiläums „100 Jahre Bezirkshauptmannschaft Deutschlandsberg im Amtsgebäude Kirchengasse 12“ (=  Veröffentlichungen der Steiermärkischen Landesbibliothek. Band 25). Herausgegeben von Helmut-Theobald Müller. H. Müller, Deutschlandsberg 2001, ISBN 3-9501165-2-4.
- Verwaltungsgeschichte seit 1848. In: Helmut-Theobald Müller, Gernot Peter Obersteiner (Hrsg.): Geschichte und Topographie des Bezirkes Deutschlandsberg (= Große geschichtliche Landeskunde der Steiermark. Band 3). Band 1: Allgemeiner Teil. Steiermärkisches Landesarchiv, Graz 2005, ISBN 3-901938-15-X, S. 79–112.

## Ehrungen
- 1988: Goldenes Ehrenzeichen für Verdienste um die Republik Österreich